# Asia Rugby U19 2020
El Asia Rugby U19 del 2020 iba a ser una edición del torneo que organiza Asia Rugby, se iba a disputar en la República de China.
El torneo inicialmente estaba planificado para disputarse en diciembre de 2020, luego fue reprogramado para finales de marzo y principios de abril de 2021, pero finalmente se canceló debido a la pandemia de Covid 19.

## Equipos participantes
- Selección juvenil de rugby de China Taipéi
- Selección juvenil de rugby de Corea del Sur
- Selección juvenil de rugby de Hong Kong (Dragones)
- Selección juvenil de rugby de Sri Lanka (Junior Tuskers)

## Posiciones
| Pos. | Equipo        | Encuentros | Encuentros | Encuentros | Encuentros | Tantos  | Tantos    | Tantos     | Puntos |
| Pos. | Equipo        | jugados    | ganados    | empatados  | perdidos   | a favor | en contra | diferencia | Puntos |
| ---- | ------------- | ---------- | ---------- | ---------- | ---------- | ------- | --------- | ---------- | ------ |
|      | Hong Kong     | 0          | 0          | 0          | 0          | 0       | 0         | 0          | 0      |
|      | Corea del Sur | 0          | 0          | 0          | 0          | 0       | 0         | 0          | 0      |
|      | China Taipéi  | 0          | 0          | 0          | 0          | 0       | 0         | 0          | 0      |
|      | Sri Lanka     | 0          | 0          | 0          | 0          | 0       | 0         | 0          | 0      |

Nota: Se otorgan 4 puntos al equipo que gane un partido, 2 al que empate y 0 al que pierda
Puntos Bonus: 1 punto por convertir 4 tries o más en un partido y 1 al equipo que pierda por no más de 7 tantos de diferencia

## Resultados

### Primera fecha
| 31 de marzo | China Taipéi | Cancelado | Corea del Sur |  |  |

| 31 de marzo | Hong Kong | Cancelado | Sri Lanka |  |  |

### Segunda fecha
| 3 de abril | China Taipéi | Cancelado | Hong Kong |  |  |

| 3 de abril | Corea del Sur | Cancelado | Sri Lanka |  |  |

### Tercera fecha
| 6 de abril | Sri Lanka | Cancelado | China Taipéi |  |  |

| 6 de abril | Hong Kong | Cancelado | Corea del Sur |  |  |